# Chaval
Pour les articles homonymes, voir Chaval (homonymie).
Yvan Francis Le Louarn, dit Chaval, est un dessinateur humoriste français, né à Bordeaux le 10 février 1915 et mort à Paris le 22 janvier 1968.

## Biographie
Né dans une famille bourgeoise de Bordeaux, il fait des études à l’École des beaux-arts de Bordeaux, puis à l'École des beaux-arts de Paris. Un oncle bohème et fantaisiste, peintre et décorateur, toujours habillé en clochard, ami d’Alfons Mucha, l’initie aux œuvres des humoristes Mark Twain, Alphonse Allais, Jerome K. Jerome. Il pratique la gravure et c’est à la demande d’un éditeur d’illustrer des livres qu’il s’installe à Paris. Il exerce ensuite divers métiers, et travaille pour la publicité, illustrant notamment une longue campagne pour les produits en tube, tout en publiant ses dessins d’humour.
En 1942, il réalise plusieurs caricatures d'humour noir, jugées depuis antisémites ,, pour le journal collaborationniste bordelais Le Progrès. Dans les Entretiens avec Chaval de Pierre Ajame, il dit avoir eu « mentalement un côté collabo », ajoutant : « La chose publique ne m'intéresse pas, je n'ai jamais milité. Je suis toujours resté seul. » C'est seulement dans les années 1950 que Chaval connaît la notoriété. Il dessine alors dans de nombreux journaux à grand tirage où son humour décalé est diversement apprécié. Il obtient en 1953 la coupe internationale du meilleur dessinateur. Utilisant jeux de mots et calembours, ses dessins sont remplis de dérision. 
Son pseudonyme est choisi en hommage au facteur Cheval, qui fut transformé en Chaval après une erreur de transcription. Cinéaste amateur, il réalise lui-même plusieurs courts métrages à partir de ses dessins, notamment Conte médiocre et Les oiseaux sont des cons. Son ami Mario Ruspoli réalise deux courts métrages sur lui après son décès : Chaval et Le Chavalanthrope.
Il devient neurasthénique après la mort de sa femme, qui se suicide en mai 1967 après qu'il lui a avoué la tromper régulièrement depuis plusieurs années; il finit lui aussi par se suicider le 22 janvier 1968 dans son domicile à Paris, en allumant le gaz après avoir calfeutré la porte et affiché l'avis « Attention, Danger d'Explosion ».
En 2019, un documentaire lui est consacré : Chaval, danger d'explosion !, réalisé par Marc Large, sur une idée originale de Madeleine Debras. Une coproduction Marmitafilms et France 3 Nouvelle Aquitaine.

## Œuvre

### Dessins
- L'Homme
- L'Animalier
- Les oiseaux sont des cons[11]

### Recueil de textes
- Les Gros Chiens

### Films
- Conte médiocre[12]
- Les oiseaux sont des cons[13]

### Illustrations
Auteur d'illustrations pour :
- Livres :
  - Swift[2]
  - Erich Kästner[2] (auteur allemand antifasciste, mais aussi livres jeunesse)
  - Raymond Queneau[2]
  - Robert Beauvais, Histoire de France et de s'amuser. Dessins de Chaval. 1964 [14]
  - Denise Harari et Pierre Defert, Bonnes vacances en France. Dessins de Chaval. 1959[14]

- Journaux et périodiques :
  - Paris Match[2],[15]
  - Le Figaro[2],[16]
  - Le Rire[2],[17]
  - Punch[2] et (voire Rôle politique)
  - Le Bordelais
  - "Le Double Chevron" Revue Mensuelle, Octobre 1960. "Organe de liaison des concessionnaires et des agents Citroën"

## Expositions
- Paris[2]
- Japon[2]
- États-Unis[2]
- Allemagne[14]
- Chaval : mieux vaut pleurer que rire à contretemps, Scriptorial d’Avranches du 28 septembre au 31 décembre 2007[18].
- Chaval : humour libre. Bordeaux, musée des Beaux-arts du 6 juin au 21 septembre 2008. Angoulême, musée des Beaux-Arts du 4 octobre 2008 au 30 janvier 2009[19].